# Žďárec u Seče
Žďárec u Seče je vesnice, část města Seč v okrese Chrudim v Pardubickém kraji. Nachází se asi 1,5 kilometru severozápadně od Seče. Žďárec u Seče je také název katastrálního území o rozloze 2,03 km2.

## Historie
První písemná zmínka o vesnici pochází z roku 1448.

## Obyvatelstvo
| Rok            | 1869 | 1880 | 1890 | 1900 | 1910 | 1921 | 1930 | 1950 | 1961 | 1970 | 1980 | 1991 | 2001 | 2011 | 2021 |
| -------------- | ---- | ---- | ---- | ---- | ---- | ---- | ---- | ---- | ---- | ---- | ---- | ---- | ---- | ---- | ---- |
| Počet obyvatel | 255  | 254  | 244  | 251  | 261  | 287  | 283  | 197  | 205  | 203  | 198  | 191  | 173  | 128  | 125  |
| Počet domů     | 25   | 33   | 35   | 38   | 39   | 42   | 53   | 58   | 58   | 53   | 53   | 74   | 74   | 76   | 79   |

## Obecní správa
Při sčítání lidu v letech 1869–1950 Žďárec u Seče byl osadou obce Kraskov v okrese Čáslav. V letech 1961–1975 byl samostatnou obcí v okrese Chrudim. Od 1. ledna 1976 je částí obce Seč v okrese Chrudim.

## Významné osobnosti
- Josef Štěpánek (1921–1995) – hudební skladatel
- Markéta Pokorná – oceánografka
- Radek Paták (* 1982) – strongman

## Organizace v obci a významné akce

### Sbor dobrovolných hasičů Žďárec u Seče
V obci Žďárec u Seče je aktivní hasičský sbor od roku 1944. V obci je každoročně pořádáno přibližně 10 kulturních akcí. Hasiči se rovněž starají o veřejné prostranství obce a udržují obecní majetek. Svými 2 sportovními družstvy reprezentují obec v požárním sportu v lize okresu Chrudim. Součástí sboru je aktivní výjezdová jednotka JSDH Žďárec u Seče kategorie JPO V. Členové jednotky zajišťují výjezd do 10 minut od vyhlášení poplachu. V roce 2018 byla dokončena rekonstrukce hasičské zbrojnice, kterou hasiči vykonávali ve svém volném čase bez nároku na honorář.

### Český červený kříž Žďárec u Seče
V obci působí od roku 1957. V současné době je tvořena pouze ženami. Organizace se podílí na pořádání kulturních akcí.

### Významná akce: Železnohorský traktor
Železnohorský traktor je významným setkáním traktorů ve východních Čechách. Akci každý rok navštíví na 5 tisíc návštěvníků a účastní se jí více než 100 kusů moderní a historické techniky. Událost organizuje SDH Žďárec u Seče pod záštitou města Seč. Významnou pochutinou jsou zabíjačkové hody, kdy prase má zpravidla 180 kg čisté váhy, taky se připravuje znamenitý šulc.